# Memnone (nome)
Memnone  è un nome proprio di persona italiano maschile. 

## Varianti
- Maschili: Mennone[1][2]

### Varianti in altre lingue
- Catalano: Memnó
- Francese: Memnon
- Greco antico: Μέμνων (Memnon)
- Latino: Memnon[1], Mennon[2]
- Polacco: Memnon
- Spagnolo: Memnón
- Ungherese: Memnón

## Origine e diffusione

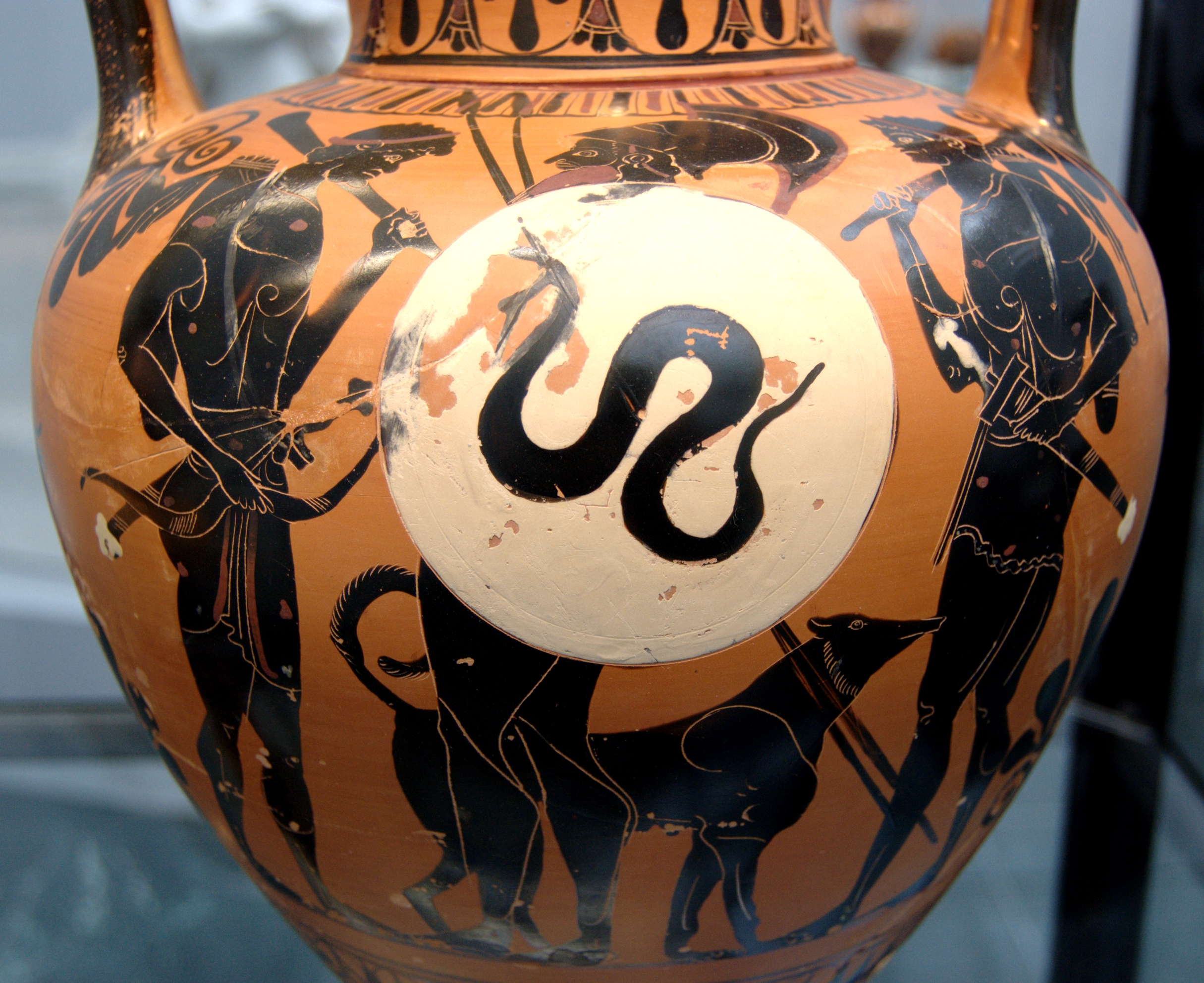
Memnone e due guerrieri etiopi su un'antica anfora greca

Deriva dal greco Μέμνων (Memnon), che significa "risoluto", "deciso", "saldo"; lo stesso termine si ritrova anche nel nome Agamennone. Alcune altre fonti gli danno il significato di "negro", "scuro di pelle".
È un nome di tradizione classica, portato, nella mitologia greca, da Memnone, il re degli Etiopi, figlio di Eos e Titone, ucciso da Achille; le lacrime per lui versate dalla madre ogni mattino formano la rugiada.

## Onomastico
L'onomastico si festeggia il 3 luglio in ricordo di san Memnone, centurione convertito alla fede cristiana da san Severo, martire a Byzie in Tracia all'epoca di Diocleziano. 

## Persone
- Memnone di Eraclea, storico greco antico
- Memnone di Rodi, generale dell'esercito persiano che si contrappose ad Alessandro Magno